# Camille Chamoun Sports City Stadium

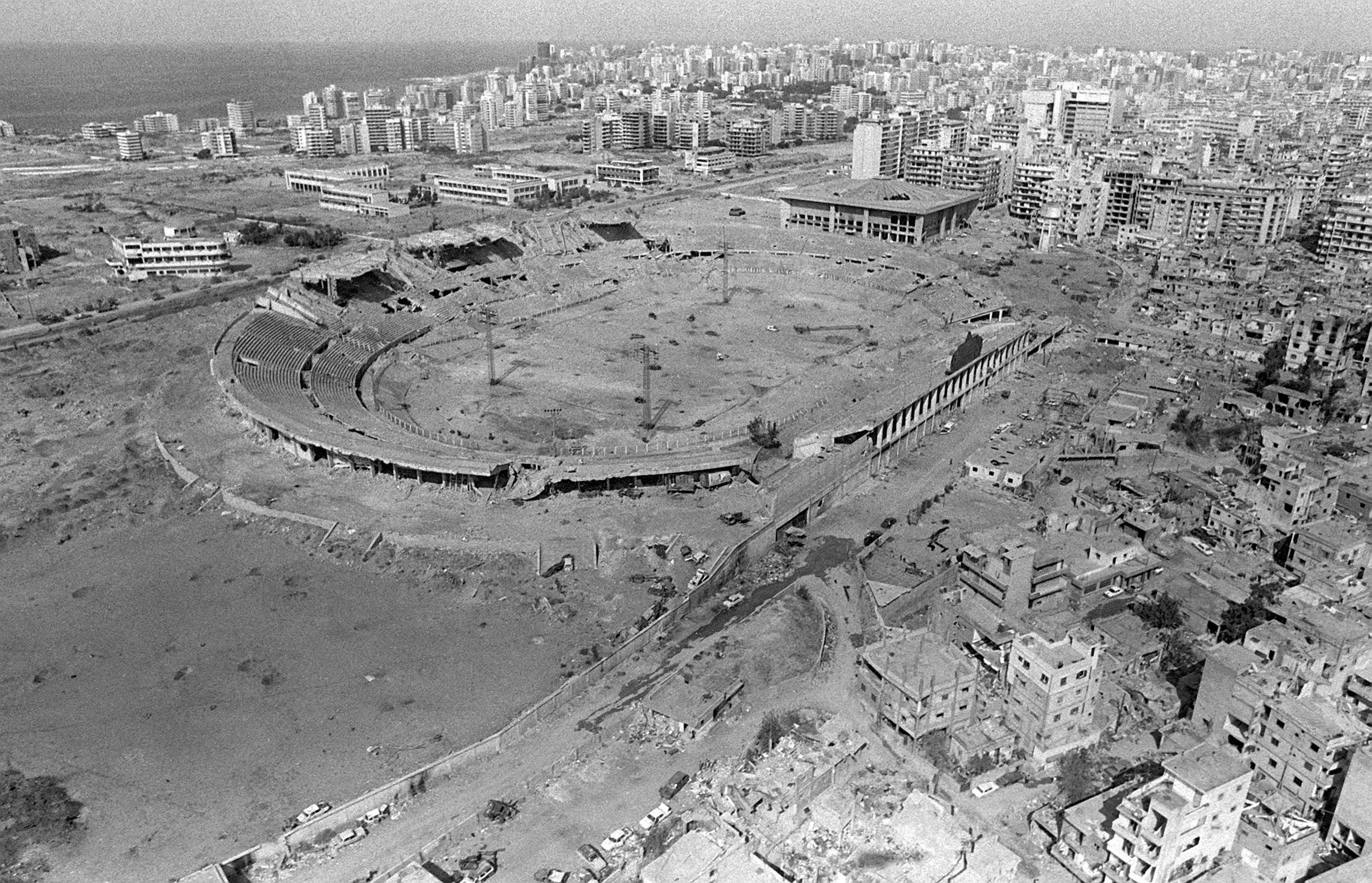
Het stadion in 1982

Het Camille Chamoun Sports City Stadium is een voetbalstadion in Beiroet, Libanon. Het stadion kan voor verschillende doeleinden worden gebruikt, vaak voor voetbalwedstrijden, maar ook voor atletiekwedstrijden. In het stadion is plek voor 47.799 toeschouwers. Daarmee is dit stadion het grootste van Libanon.

## Historie
In 1957 werd het stadion gebouwd in opdracht van het Libanese ministerie. De openingswedstrijd was een vriendschappelijke wedstrijd van Libanon tegen FC Petrolul Ploieşti, welke werd gewonnen door Libanon. In 1982 werd het stadion vernietigd door de Israëlische invasie van dat jaar. In de voorbereiding voor de Azië Cup van 2000 werd het stadion weer volledig opgebouwd om te kunnen worden ingezet op dat toernooi. Saoedi-Arabië en Koeweit leverden een financiële bijdrage om dit stadion op te kunnen bouwen.

### Middellandse Zeespelen 1959
In oktober 1959 werd in dit stadion het mannentoernooi (er was geen vrouwentoernooi) van de Middellandse Zeespelen gespeeld. Op dat toernooi werden 6 wedstrijden gespeeld in de finalegroep die werd gewonnen door het Italiaans voetbalelftal. 
| № | Datum           | Wedstrijd         | Uitslag | Middellandse Zeespelen 1959 |
| - | --------------- | ----------------- | ------- | --------------------------- |
| 1 | 13 oktober 1959 | Libanon – Italië  | 0 – 2   | Finalegroep                 |
| 2 | 14 oktober 1959 | Libanon – Turkije | 3 – 0   | Finalegroep                 |
| 3 | 16 oktober 1959 | Italië – Turkije  | 1 – 1   | Finalegroep                 |
| 4 | 18 oktober 1959 | Libanon – Italië  | 0 – 5   | Finalegroep                 |
| 5 | 21 oktober 1959 | Turkije – Libanon | 2 – 1   | Finalegroep                 |
| 6 | 23 oktober 1959 | Italië – Turkije  | 2 – 1   | Finalegroep                 |

### Aziatisch voetbalkampioenschap 2000
In 2000 werd het Aziatisch kampioenschap voetbal van dat jaar gespeeld. In dit stadion werden 5 groepswedstrijden gespeeld en ook nog 2 kwartfinales, halve finales, troostfinale en de finale. In de finale won Japan het toernooi.
| №  | Datum           | Wedstrijd                  | Uitslag |              | Toeschouwers |
| -- | --------------- | -------------------------- | ------- | ------------ | ------------ |
| 1  | 12 oktober 2000 | Libanon – Iran             | 0 – 4   | Groepsfase   | 52.418       |
| 2  | 15 oktober 2000 | Iran – Thailand            | 1 – 1   | Groepsfase   | 10.000       |
| 3  | 15 oktober 2000 | Libanon – Irak             | 1 – 0   | Groepsfase   | 30.000       |
| 4  | 19 oktober 2000 | Zuid-Korea – Indonesië     | 3 – 0   | Groepsfase   | 500          |
| 5  | 20 oktober 2000 | Japan – Qatar              | 1 – 1   | Groepsfase   | 2.000        |
| 6  | 24 oktober 2000 | Japan – Irak               | 4 – 1   | Kwartfinale  | 2.000        |
| 7  | 24 oktober 2000 | Koeweit – Saoedi-Arabië    | 2 – 3   | Kwartfinale  | 5.000        |
| 8  | 26 oktober 2000 | Zuid-Korea – Saoedi-Arabië | 1 – 2   | Halve finale | 7.000        |
| 9  | 26 oktober 2000 | China – Japan              | 2 – 3   | Halve finale | 5.000        |
| 10 | 29 oktober 2000 | Zuid-Korea – China         | 1 – 0   | Troostfinale | 20.000       |
| 11 | 29 oktober 2000 | Japan – Saoedi-Arabië      | 1 – 0   | Finale       | 47.400       |